# Springbrunnen-Ettenbachtal
Das Gebiet Springbrunnen-Ettenbachtal ist ein vom Landratsamt Freudenstadt am 30. September 2003 durch Verordnung ausgewiesenes Landschaftsschutzgebiet auf dem Gebiet der Städte Freudenstadt und Dornstetten im Landkreis Freudenstadt.

## Lage
Das Landschaftsschutzgebiet Springbrunnen-Ettenbachtal liegt nördlich des Freudenstädter Stadtteils Wittlensweiler im Tal des Ettenbachs. Es gehört zum Naturraum Schwarzwald-Randplatten.

## Schutzzweck
Schutzzweck des Landschaftsschutzgebiets ist laut Schutzgebietsverordnung 
- die Erhaltung des Ettenbachtales mit seiner ökologisch vielfältigen Ausstattung, seiner naturnahen Landschaft, den schmalen Talräumen mit großflächigen Wiesenbereichen, dem Übergang zu landwirtschaftlich geprägten Hochflächen und im Oberlauf waldbestandenen Berghängen;
- die Offenhaltung der Talräume mit den artenreichen Wiesen, natürlich mäandrierenden Bachläufen und dem Ufergehölzsaum;
- die Sicherung der Feuchtgebiete, wie Quellen, Wasserläufe, Gräben, Naßwiesen und feuchte Hochstaudenfluren;
- die Sicherung und Erhaltung der alten Mühlenkanäle als Bestandteile der Kulturlandschaft und als Biotope für an Wasser gebundene Pflanzen und Tiere;
- die Erhaltung und Wiederherstellung der natürlichen Hecken und Feldgehölze sowie die naturnahe Entwicklung der Wälder und Waldränder;
- die Erhaltung der vielfältigen Lebensräume der einheimischen Tier- und Pflanzenwelt und insbesondere der Biotope seltener und gefährdeter Arten;
- die Erhaltung des typischen Charakters der Kulturlandschaft sowie die Bewahrung einer landschaftlich abwechslungsreichen Erholungslandschaft;
- die Erhaltung der Lebensräume, die der Richtlinie 92/43 EWG des Rates vom 21. Mai 1992 über die Erhaltung der natürlichen Lebensräume sowie der wildlebenden Tiere und Pflanzen (Fauna-Flora-Habitat-Richtlinie, kurz: FFH-Richtlinie) in besonderem Maß entsprechen. Nach den dortigen Anforderungen kommen im Schutzgebiet folgende Lebensräume vor: Auwälder mit Erle, Esche, Weide sowie Feuchte Hochstaudenfluren, von denen die Auwälder mit Erle, Esche, Weide prioritäre Lebensräume darstellen.[1]

## Zusammenhängende Schutzgebiete
Das Landschaftsschutzgebiet überschneidet sich mit dem FFH-Gebiet Freudenstädter Heckengäu und liegt im Naturpark Schwarzwald Mitte/Nord.